# Albane Dordain
Albane Dordain (née le 12 décembre 1998) est une athlète française, spécialiste du saut à la perche. 

## Biographie
En août 2023, aux côtés de la française Bérénice Petit et de la chinoise Chen Qiaoling, elle devient vice-championne du monde universitaire en décrochant la médaille d'argent de l'Universiade de Chengdu. 

## Palmarès
| Date | Compétition                     | Lieu    | Résultat | Épreuve          | Temps  |
| ---- | ------------------------------- | ------- | -------- | ---------------- | ------ |
| 2022 | Championnats de France en salle | Miramas | 3e       | Saut à la perche | 4,30 m |
| 2025 | Championnats de France en salle | Miramas | 3e       | Saut à la perche | 4,26 m |

| Date | Compétition | Lieu    | Résultat | Épreuve          | Temps  |
| ---- | ----------- | ------- | -------- | ---------------- | ------ |
| 2023 | Universiade | Chengdu | 2e       | Saut à la perche | 4,30 m |

## Records
| Épreuve          | Épreuve   | Marque | Lieu              | Date        |
| ---------------- | --------- | ------ | ----------------- | ----------- |
| Saut à la perche | Plein air | 4,45 m | Saint-Jean-de-Luz | 3 juin 2023 |
| Saut à la perche | Salle     | 4,46 m | Rouen             | 5 mars 2022 |